# Saint Clairsville (Ohio)
Pour les articles homonymes, voir Saint Clairsville.
Saint Clairsville ou St. Clairsville est une ville de l'État de l'Ohio, aux États-Unis.
Elle est le siège du comté de Belmont. Elle fut préférée à la ville de Wrightstown qui s'était débaptisée en Belmont dans l'espoir d'être choisie. 

## Géographie
Selon les données du Bureau du recensement des États-Unis, Saint Clairsville a une superficie de 5,6 km² (soit 2,2 mi²) entièrement en surfaces terrestres.

## Démographie
Saint Clairsville était peuplée, lors du recensement de 2000, de 5 057 habitants.

## Personnalités
- Sylvester Antolak (1918-1944), militaire américain mort au combat pendant la Seconde Guerre mondiale lors de la campagne d'Italie, est né à Saint Clairsville.